# Estádio Belvedere
O Estádio Belvedere é um estádio de futebol uruguaio localizado na cidade de Montevidéu e que pertence ao Liverpool Fútbol Club. Tem capacidade para cerca de 10.000 espectadores (7.000 sentados).

## História
Antigamente pertencia ao Montevideo Wanderers, depois foi propriedade do Ministerio de Salud Pública, e finalmente, em 1938 passou às mãos do Liverpool FC.
O estádio possui uma história muito particular, já que em 1910, foi lá que a seleção uruguaia de futebol utilizou pela primeira vez seu uniforme de cor celeste. No estádio há uma placa que comemora este fato.